# Seco Tools
Seco Tools Aktiebolag är en av världens största tillverkare av verktyg för skärande bearbetning. Huvudkontoret ligger i Fagersta, men företaget har också anläggningar i Norrköping, Norberg, Arboga och flera platser utomlands, bland annat i USA, Frankrike, Indien, och Kina. Totalt är Seco Tools representerat i mer än 75 länder och har cirka 4 300 anställda runt om i världen.  
Seco är sedan 2012 ett helägt dotterbolag till Sandvik.
Företaget arbetar med produkter inom fräsning, svarvning, hålbearbetning och verktygssystem.     

## Historia
Fagersta Bruk började tillverka hårdmetallverktyg 1932 under varumärket Seco, som betyder jag skär på latin. Seco Tools fick sin nuvarande struktur 1968-1972, då flera andra hårdmetallföretag köptes upp och Seco Tools AB styckades av från Fagersta Bruks AB. 1968 invigdes även den nuvarande huvudanläggningen. Fagersta Bruks hårdmetallavdelning tillverkade även bergborrar, en verksamhet som fortsatte inom moderbolaget, styckades av som Uniroc, och idag ingår i Atlas Copco under namnet Epiroc drilling tool AB.